# Oberhofen (Mettauertal)
Oberhofen (toponimo tedesco) è una frazione di 282 abitanti del comune svizzero di Mettauertal, nel Canton Argovia (distretto di Laufenburg).

## Storia

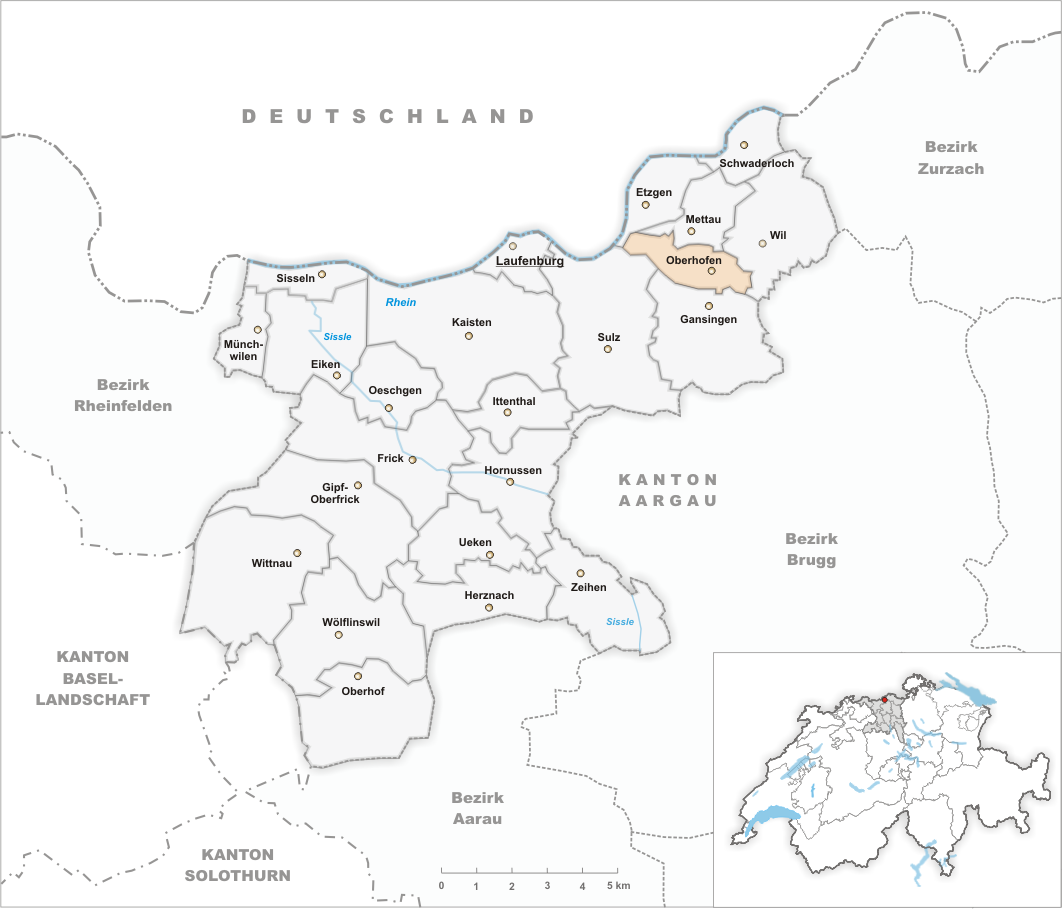
Il territorio del comune di Oberhofen prima degli accorpamenti comunali del 2010

Già comune autonomo istituito nel 1833 per scorporo da quello di Mettau, nel 2010 è stato accorpato agli altri comuni soppressi di Etzgen, Hottwil, Mettau e Wil per formare il nuovo comune di Mettauertal.

## Società

### Evoluzione demografica
L'evoluzione demografica è riportata nella seguente tabella:
Abitanti censiti

## Amministrazione
Ogni famiglia originaria del luogo fa parte del cosiddetto comune patriziale e ha la responsabilità della manutenzione di ogni bene ricadente all'interno dei confini del comune.